# Osphronemus exodon
Osphronemus exodon (лат.) — пресноводная лучепёрая рыба семейства макроподовых (Osphronemidae).

## Распространение и места обитания
Водится в среднем течении реки Меконг и в ее притоках (южный Лаос и северо-восточная Камбоджа). Встречается в больших речках, а в сезон дождей заходит также в затопленные участки лесов. Дно здесь обычно бывает каменистым, а берега поросшие лесом.
Местные названия вида: trey romir на кхмерском языке и pa haet на лаоском. Оба названия переводятся как «рыба-носорог».
Вид занесен в Красный список МСОП и имеет статус «Уязвимый». Считается, что из-за строительства гидротехнических сооружений, а также высокого уровня загрязнения реки Меконг, его численность в течение первого десятилетия XX века уменьшилось более чем на 30 %, хотя подробные данные неизвестны. Природоохранные мероприятия в районах обитания вида по состоянию на 2009 год не проводились.
Osphronemus exodon вероятно не встречается симпатрически со своим родственником настоящим гурами. Все сообщения о том, что последний обитает в бассейне Меконга, на самом деле касаются Osphronemus exodon.

## Внешний вид и строение
Взрослых O. exodon сложно спутать с любым другим видом обыкновенных гурами. Их челюсти, покрытые рядами зубов, сильно выступают из закрытого рта. Эта особенность уникальна среди лабиринтных рыб.
Как и другие представители рода, это довольно крупные рыбы, достигающие длины 60 см. По свидетельству местных рыболовов, эти гурами вырастают до 10 кг.
В спинном плавнике 14-16 твердых и 10-11 мягких лучей, в анальном — 11-13 твердых и 17-19 мягких. В боковой линии 31-32 чешуи.

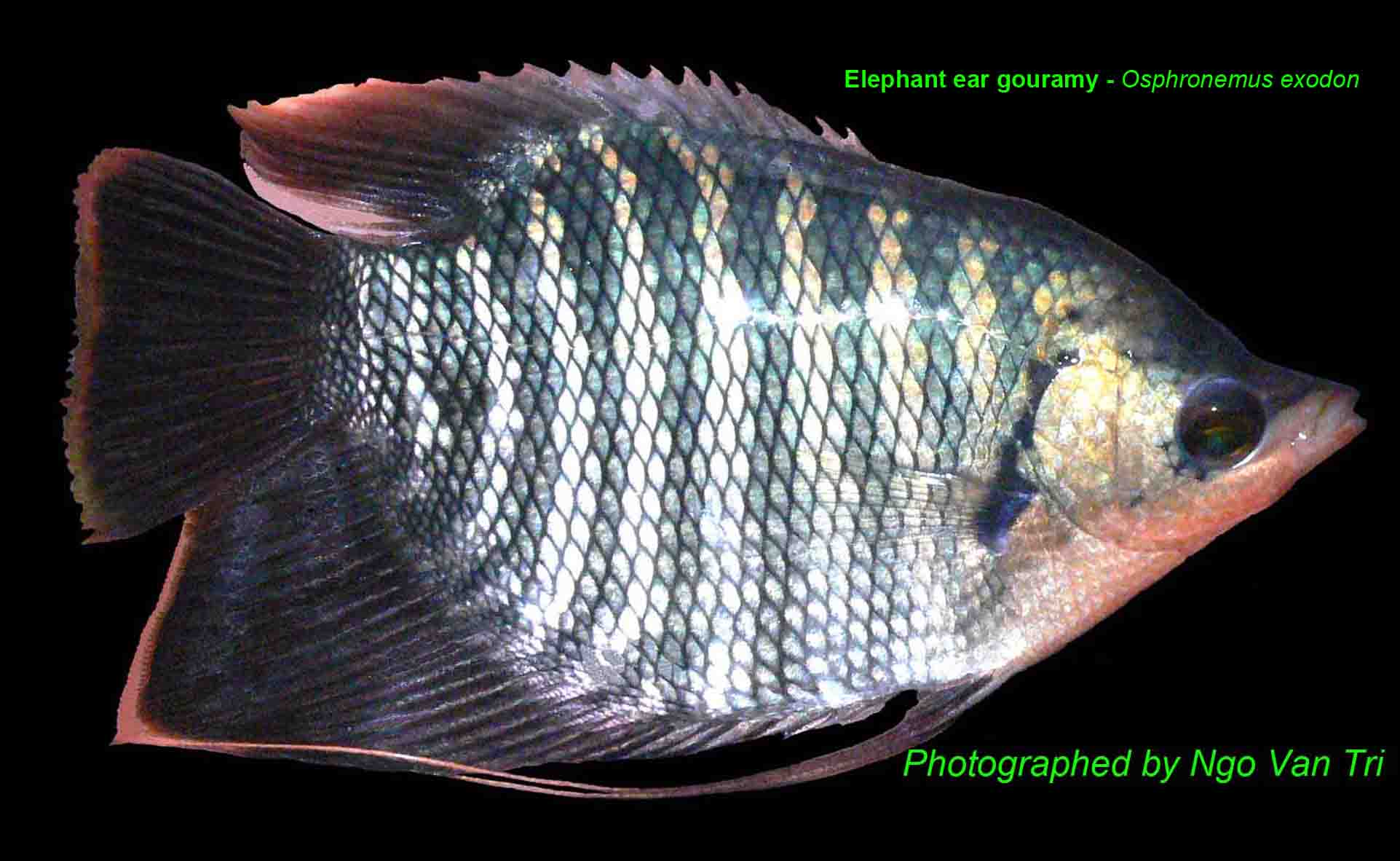
Молодая особь

Молодь и взрослые рыбы отличаются формой и расцветкой. Острая морда молодых рыб с возрастом заметно расширяется и толстеет. Молодь размером 10-12 см еще не имеет торчащих зубов.
Основным элементом окраски молодых рыб — 6 или 7 вертикальных полос на теле. Над анальным плавником темное овальное пятно. Эти элементы окраски исчезают у взрослых. Молодежь размером около 10 см имеет красную или оранжевую полоску в нижней части головы и груди, особенность, которая не наблюдается у других видов Osphronemus.
Окрас каждой взрослой особи уникален, однако все они имеют большие темные (почти черные) участки на брюхе и бледные участки на спине. Иногда встречаются экземпляры с большими хаотически расположенными красными пятнами на теле. Половой диморфизм в окраске взрослых рыб отсутствуют.
Как и другие вида рода, O. exodon имеет высокоразвитый лабиринтный орган, позволяющий им использовать для дыхания атмосферный воздух. Орган имеет многочисленные складки и сильно насыщен кровеносными сосудами.

## Питание и размножение
Питается преимущественно растительной пищей, включая водную растительность, листья, фрукты, цветы высших наземных растений. В рацион входит также немного насекомых и ракообразных.
Нерестится в марте-апреле в стоячих водах у берегов рек при низком уровне воды. Строят небольшое гнездо из листьев и корней растений. Один из родителей охраняет икру и мальков.

## Хозяйственное значение
Мясо этой рыбы съедобное и вкусное. Местные рыбаки удят ее на крючок, наживленный креветкой. Продают свежей.
В рыбоводческом хозяйстве этот вид отсутствует. В торговле аквариумными рыбами встречается очень редко.